# Диоцез Кентукки
Диоцез Кентукки (англ. Diocese of Kentucky) — епархия в составе IV церковной провинции Епископальной церкви в США. Диоцез основан 8 июля 1829 года на территории штата Кентукки. Включает 35 приходов. Численность регулярных прихожан составляет около 6 898 человек. В настоящее время епархией управляет епископ Терри Аллен Уайт. Главный храм епархии — собор Христа в Луисвилле.

## История
Первое задокументированное англиканское богослужение в Кентукки было проведено священником Джоном Литом 28 мая 1775 года под вязом в Бунсборо. В 1795 году, после Войны за независимость США, епископальный пастор прочитал молитву перед началом первой законодательной сессии нового штата. В 1803—1806 годах пастор Уильям Кавана, бывший методистский дьякон, рукоположенный англиканским епископом Томасом Джоном Кладжеттом, вёл службы в бревенчатом здании в Луисвилле, в котором проводили богослужения различные протестантские деноминации. В 1822 году несколько англиканских общин в Луисвилле образовали приход Христа. В 1824—1829 годах на территории штата служил лишь один англиканский священник — пастор Джордж Т. Чепмэн в приходе Лексингтона.
Диоцез Кентукки был основан 8 июля 1829 года. Первоначально он включал всю территорию штата. В следующем году пастор Бенджамин Босуорт Смит был назначен настоятелем церкви Христа в Лексингтоне. В 1832 году он стал первым епископом новой епархии. В то время во всем штате действовали всего три прихода — в Луисвилле, Лексингтоне и Данвилле. Епископ Смит служил до 1884 года. В 1868 году он стал девятым председательствующим епископом Епископальной церкви, после чего окончательно переехал в Нью-Йорк, поручив в 1866 году епископские обязанности в диоцезе Кентукки своему помощнику. При нём в епархии случился раскол, связанный с новым молитвенником, когда приверженцы старых протестантских традиций объединились под руководством помощника епископа Джорджа Дэвида Камминса.
Во время правления второго епископа Томаса Андервуда Дадли епархия была разделена на диоцез Кентукки на западной половине штата и диоцез Лексингтона на восточной половине. Основание новой епархии вступило в силу 24 мая 1894 года, когда епископ Дадли, продолжавший оставаться епископом Кентукки, перенёс свою кафедру в церковь Христа в Луисвилле.
Несмотря на почти двухсотлетнюю историю, в епархии было всего восемь епископов, включая чрезвычайно продолжительный пятидесятидвухлетний епископат Смита, который считается самым продолжительным епископатом в истории англиканской церкви.
В 1834 году в Лексингтоне была основана Епископальная теологическая семинария в Кентукки — четвертая семинария Епископальной церкви; закрыта в 1990 году. Среди других крупных учреждений епархии в 1957 году на озере Раф-Ривер в округе Грейсон был основан молитвенный и конференц-центр Всех Святых.
Эдвин Фанстен Гулик-младший стал седьмым епископом Кентукки 17 апреля 1994 года. В октябре 2008 года он объявил о том, что собирается на покой и призвал к избранию преемника. 5 июня 2010 года во втором туре голосования епископом Кентукки был избран Терри Аллен Уайт, настоятель собора Благодати и Святой Троицы в Канзас-Сити в епархии Западного Миссури. Его хиротония состоялась 25 сентября 2010 года.

## Территория
Юрисдикция диоцеза распространяется на 35 приходов в 56 округах Центрального и Западного Кентукки. Епархия курирует 3 студенческие и 2 тюремные миссии. Управляет двумя партнерскими общественными центрами, лагерем и молитвенным центром Всех Святых, Школой служения, Церковным институтом моряков, Прачечной любви и рядом других церковных учреждений.